# Renesansna muzika
Renesansna muzika je vokalna i instrumentalna muzika napisana i izvođena u Evropi tokom renesansne ere. Konsenzus među istoričarima muzike bio je da je početak ere oko 1400. godine, s krajem srednjovekovne ere, i da je okončana oko 1600. godine, s početkom perioda baroka, dakle muzička renesansa je započela stotinak godina nakon podrazumevanog početka renesanse u drugim disciplinama.
Muzika se sve više oslobađala srednjovekovnih ograničenja, a dopuštalo se više raznolikosti u opsegu, ritmu, harmoniji, formi i notaciji. S druge strane, pravila kontrapunkta postala su ograničenija, posebno u pogledu tretmana disonanci. U renesansi je muzika postala sredstvo za lično izražavanje. Kompozitori su pronašli načine da vokalnu muziku učine izražajnijom u odnosu na tekstove koje su postavljali. Sekularna muzika je apsorbovala tehnike iz sakralne muzike i obrnuto. Popularni sekularni oblici poput šansona i madrigala proširili su se širom Evrope. Dvorovi su zapošljavali virtuozne izvođače, kako pevače, tako i instrumentaliste. Muzika je takođe postala samodovoljnija zahvaljujući svojoj dostupnosti u štampanom obliku.
Prethodne verzije mnogih poznatih savremenih instrumenata (uključujući violinu, gitaru, lautu i klavijaturne instrumente) razvile su se u nove forme tokom renesanse. Ovi instrumenti su modifikovani da odgovore na evoluciju muzičkih ideja, i kompozitorima i muzičarima su predstavili nove mogućnosti za istraživanje. Pojavili su se i rani oblici savremenih duvačkih i limenih instrumenata poput fagota i trombona, proširujući opseg zvučne boje i povećavajući zvuk instrumentalnih sastava. Tokom 15. veka zvuk punih trozvuka postao je uobičajen, a pred kraj 16. veka sistem crkvenih modusa počeo je da se u potpunosti ruši, ustupajući mesto funkcionalnom tonalitetu (sistem u kome su pesme i komadi zasnovani na muzičkim ključevima“), koji će dominirati zapadnom umetničkom muzikom u naredna tri veka.
Od doba renesanse notacija svetovne i sakralne muzike kvantitativno opstaje, uključujući vokalna i instrumentalna dela i mešovita vokalno/instrumentalna dela. Širok spektar muzičkih stilova i žanrova procvetao je tokom renesanse, uključujući mise, motete, madrigale, šansone, praćene pesme, instrumentalne plesove i mnoge druge. Početkom 20. veka formirani su brojni ansambli za ranu muziku. Ansambli specijalizovani za muziku renesansne ere organizuju koncertne turneje i snimaju, koristeći savremene reprodukcije istorijskih instrumenata i koristeći stilove pevanja i izvođenja za koje muzikolozi veruju da su se koristili tokom te ere.

## Pregled
Jedna od najizraženijih karakteristika umetničke muzike rane renesanse bilo je sve veće oslanjanje na interval trećine i njegove inverzije, šestine (u srednjem veku trećina i šestina su smatrane disonancama, a samo perfektni intervali tretirani su kao konsonance: perfektna četvrtina, perfektna petina, oktava i unison). Polifonija - upotreba višestrukih, nezavisnih melodijskih linija, izvedenih istovremeno - postajala je u sve većoj meri razrađena tokom 14. veka, sa izuzetno nezavisnim glasovima (kako u vokalnoj muzici, tako i u instrumentalnoj muzici). Početak 15. veka pokazao je pojednostavljenje, jer su kompozitori često težili uglađenosti melodijskih delova. To je bilo moguće zbog znatno povećanog glasovnog opsega u muzici - u srednjem veku, uski opseg je činio neophodnim često ukrštanje delova, što je zahtevalo veći kontrast između njih da bi se razlikovali zasebni delovi. Modalne (za razliku od tonalnih, takođe poznatih kao „muzički ključ“, pristup razvijen u kasnijoj baroknoj muzičkoj eri, oko 1600–1750) karakteristike renesansne muzike počele su da se raspadaju pred kraj perioda sa povećanom upotrebom korenskih pokreta petina ili četvrtina (za detalje pogledajte „krug petina“). Primer progresije akorda u kome se korijeni akorda pomeraju za interval četvrtine bio bi progresija akorda, u ključu C-dur: „D-dur/G-dur/C-dur“ (sve su to trijade; tri note; akordi). Prelaz od d-mola do akorda G-dur predstavlja interval savršene četvrtine. Prelaz od akorda G-dur do akorda C-dur takođe je interval savršene četvrtine. To se kasnije razvilo u jednu od određujućih karakteristika tonaliteta tokom barokne ere.
Glavne karakteristike renesansne muzike su.:
- Muzika zasnovana na modovima.
- Bogatija tekstura, sa četiri ili više nezavisnih melodijskih delova koji se izvode istovremeno. Ove preplićuće melodijske linije, stil koji se naziva polifonija, jedna su od definišućih karakteristika renesansne muzike.
- Šireće, pre nego kontrastne, melodične linije u muzičkoj teksturi.
- Harmonija koja posvećuje više pažnje nesmetanom protoku muzike i njenoj progresiji akorda.

Razvoj polifonije proizveo je zapažene promene na muzičkim instrumentima koje muzički obeležavaju renesansu iz srednjeg veka. Njena upotreba podstakla je upotrebu većih sastava i zahtevala setove instrumenata koji bi se stopili u celom vokalnom opsegu.

### Zaleđina
Kao i u drugim umetnostima, na muziku tog perioda značajno su uticali događaji koji definišu period rane moderne: uspon humanističke misli; oporavak književnog i umetničkog nasleđa antičke Grčke i antičkog Rima; povećana stopa inovacije i otkrića; rast komercijalnih preduzeća; uspon građanske klase; i protestantska reformacija. Iz ovog društva koje se menjalo proizašao je zajednički muzički jezik koji objedinjuje, naročito polifoni stil francusko-flamanske škole.
Izum štampanja 1439. godine učinio je jeftinijim i lakšim distribuciju muzike i tekstova muzičke teorije na širim geografskim razmerama i do većeg broja ljudi. Pre pronalaska štampe, pisana muzika i tekstovi muzičke teorije morali su se ručno kopirati, što je dugotrajan i skup postupak. Potražnja za muzikom kao zabavom, i kao razonoda za obrazovane amatere povećala se pojavom građanske klase. Širenje šansona, moteta i masa širom Evrope poklopilo se sa objedinjavanjem višeglasne prakse u fluidan stil koji je kulminirao u drugoj polovini šesnaestog veka u delu kompozitora kao što su Đovani Pjerluiđi da Palestrina, Orlando de Laso, Tomas Talis, Vilijam Berd i Tomas Luis de Victorija. Relativna politička stabilnost i prosperitet u Niskim zemljama, zajedno sa procvatom muzičkog obrazovanja u mnogim crkvama i katedralama na tom području, omogućili su obuku velikog broja pevača, instrumentalista i kompozitora. Ovi muzičari bili su veoma traženi u celoj Evropi, a posebno u Italiji, gde su ih crkve i plemićki dvorovi unajmljivali kao kompozitore, izvođače i učitelje. Budući da je štampanje olakšalo diseminaciju štampane muzike, do kraja 16. veka Italija je apsorbovala severne muzičke uticaje, pri čemu su Venecija, Rim i drugi gradovi postali centri muzičke delatnosti. Ovo je preokrenulo situaciju od sto godina ranije. Opera, dramski scenski žanr u kojem pevače prate instrumenti, nastala je u to vreme u Firenci. Opera je razvijena kao namerni pokušaj oživljavanja muzike drevne Grčke.

## Literatura
- Anon. "Seconda prattica". Merriam-Webster.com, 2017 (accessed 13 September 2017).
- Anon. "What's with the Name?". Sackbut.com website, n.d. (accessed 14 October 2014).
- Atlas, Allan W. Renaissance Music. New York: W.W. Norton, 1998.  0-393-97169-4
- Baines, Anthony, ed. Musical Instruments Through the Ages. New York: Walker and Company, 1975.
- Bent, Margaret. "The Grammar of Early Music: Preconditions for Analysis". In Tonal Structures of Early Music, [second edition], edited by Cristle Collins Judd. Criticism and Analysis of Early Music 1. New York and London: Garland, 2000.  978-0815336389 Reissued as ebook 2014.  978-1135704629
- Bent, Margaret. "Power, Leonel". Grove Music Online, edited by Deane Root. S.l.: Oxford Music Online, n.d. (accessed June 23, 2015).
- Bessaraboff, Nicholas. Ancient European Musical Instruments, first edition. Cambridge, MA: Harvard University Press, 1941.
- Besseler, Heinrich. 1950. "Die Entstehung der Posaune". Acta Musicologica, 22, fasc. 1–2 (January–June): 8–35.
- Bowles, Edmund A. 1954. "Haut and Bas: The Grouping of Musical Instruments in the Middle Ages". Musica Disciplina 8:115–40.
- Brown, Howard M. Music in the Renaissance. Englewood Cliffs, NJ: Prentice Hall, 1976.  0-13-608497-4
- J. Peter Burkholder. "Borrowing." Grove Music Online. Oxford Music Online, n.d. Retrieved September 30, 2011.
- Classen, Albrecht. "The Irrepressibility of Sex Yesterday and Today". In Sexuality in the Middle Ages and Early Modern Times, edited by Albrecht Classen, 44–47. S.l.: Walter de Gruyter, 2008.  9783110209402
- Emmerson, Richard Kenneth, and Sandra Clayton-Emmerson. Key Figures in Medieval Europe: An Encyclopedia. [New York?]: Routledge, 2006.  978-0415973854
- Fenlon, Iain, ур. (1989). The Renaissance: from the 1470s to the End of the 16th Century. Man & Music. 2. Englewood Cliffs, NJ: Prentice Hall. ISBN 978-0-13-773417-7.
- Fuller, Richard. 2010. Renaissance Music (1450–1600). GCSE Music Notes, at rpfuller.com (14 January, accessed 14 October 2014).
- Gleason, Harold and Becker, Warren. Music in the Middle Ages and Renaissance (Music Literature Outlines Series I). Bloomington, IN: Frangipani Press, 1986.  0-89917-034-X
- Judd, Cristle Collins, ed. Tonal Structures of Early Music. New York: Garland Publishing, 1998.  0-8153-2388-3
- Lockwood, Lewis, Noel O’Regan, and  Jessie Ann Owens. "Palestrina, Giovanni Pierluigi da." Grove Music Online. Oxford Music Online, n.d. Retrieved September 30, 2011.
- Montagu, Jeremy. "Renaissance instruments". The Oxford Companion to Music, edited by Alison Latham. Oxford Music Online. Retrieved September 30, 2011.
- {{wikicite|ref=CITEREFMunrow1974|reference=Munrow, David. Notes for the recording of Dufay: Misss "Se la face ay pale". Early Music Consort of London. (1974)
- Munrow, David. Instruments of the Middle Ages and Renaissance. London: Oxford University Press, 1976.
- OED. „Renaissance”. Oxford English Dictionary (3rd изд.). Oxford University Press. септембар 2005. (Потребна је претплата или чланска картица јавне библиотеке УК.)
- Ongaro, Giulio. Music of the Renaissance. Westport, Connecticut: Greenwood Press, 2003.
- Planchart, Alejandro Enrique (2001). „Du Fay [Dufay; Du Fayt], Guillaume”. Grove Music Online. Oxford, England: Oxford University Press. doi:10.1093/gmo/9781561592630.article.08268.
- Pryer A. 1983. "Dufay". In The New Oxford Companion to Music, edited by Arnold
- Reese, Gustave (1959). Music in the Renaissance (revised изд.). New York, New York: W. W. Norton & Company. ISBN 978-0-393-09530-2.
- Stolba, Marie (1990). The Development of Western Music: A History. Dubuque: W.C. Brown. ISBN 9780697001825. „Leonel Power (c. 1375–1445) was one of the two leading composers of English music between 1410 and 1445. The other was John Dunstaple.”
- Strunk, Oliver. Source Readings in Music History. New York: W.W. Norton, 1950.
- Orpheon Foundation, Vienna, Austria

## Spoljašnje veze
- Pandora Radio: Renaissance Period
- Ancient FM (online radio featuring medieval and renaissance music)
- Guide to Medieval and Renaissance Instruments – descriptions, photos, and sounds.
- "Here of A Sunday Morning"
- Renaissance Period Music[мртва веза] Collection of music from 5 countries
- "The Renaissance Channel" – Renaissance Music Videos
- "Before and After Internet Radio" Архивирано на веб-сајту  (9. април 2009) – Medieval, Renaissance, Modern Classical music
- Répertoire International des Sources Musicales (RISM), a free, searchable database of worldwide locations for music manuscripts up to c. 1800
- WQXR: Renaissance Notation Knives

Savremene performanse
- City of Lincoln Waites Архивирано на веб-сајту  (14. април 2009) The Mayor of Lincoln's Own Band of Musick
- Pantagruel Архивирано на веб-сајту  (3. март 2016) – A Renaissance Musicke Ensemble
- Stella Fortuna: Medieval Minstrels (1370) from Ye Compaynye of Cheualrye Re-enactment Society. Photos and Audio Download.
- The Waits Website – Renaissance Civic Bands of Europe
- Ensemble Feria VI – Six voices and a viola da gamba